# 어래산
어래산(御來山)은 대한민국 충청북도 충주시 주덕읍 삼청리와 괴산군 불정면 삼방리에 걸쳐 있는 산이다. 표고는 1,063m.

1. ↑  An Gyeong-ho (2007). 《한국 300 명산 (300 Korean Mountains)》. Seoul: 깊은솔 (Gipeunsol). ISBN 978-89-89917-21-2.